# 長期捜査
長期捜査（ちょうきそうさ）とは、捜査が長期化すること。

## 概要
長期捜査となる事件の多くは未解決事件となる場合が多いが、事件発生から長い年月をかけて容疑者を特定し、逮捕に至る事件も少なくない。2010年には未解決事件を専門に扱う警視庁の特命捜査対策室が発足している。特命捜査対策室では長期捜査となっている事件を最新技術を用いて再捜査し、被疑者を特定して実際に逮捕している。
主に別の事件で逮捕された容疑者が自供し、芋づる式に事件が発覚する場合が多い。

## 主な長期捜査事件
以下では日本国内で発生した刑事事件で、捜査の期間が5年以上かかった例について記載する。なお、指名手配されて逮捕まで時間のかかった事件については「逃亡」を参照。また、公訴時効成立直前に犯人が起訴された事件については「公訴時効#公訴時効完成直前に起訴された事件」を、公訴時効成立後に犯人が自首した事件については「公訴時効#公訴時効成立後に犯人が発覚・自首・別件身柄拘束された事件」をそれぞれ参照。
| 事件                                     | 発生   | 逮捕           | 期間         | 備考 |
| ---------------------------------------- | ------ | -------------- | ------------ | --- |
| 福山市主婦殺害事件                       | 2001年 | 2021年         | 約20年       | |
| 上野市ビジネスホテル従業員強盗殺人事件   | 1997年 | 2013年         | 約16年       | 無期懲役が確定。 |
| 北九州元漁協組合長射殺事件               | 1998年 | 2014年         | 約16年       | 一審死刑、無期懲役判決。 |
| 田川市建設従業員殺害事件                 | 1999年 | 2015年         | 約16年       | 逮捕された3人の内の2人は不起訴処分、残りの1人も裁判で免訴。 |
| 島根二丁目アパート内強盗殺人事件         | 2002年 | 2019年         | 約16年       | 一審無期懲役判決。 |
| 岡山市重役夫人強盗殺人事件               | 1975年 | 1990年         | 約15年       | 一審懲役15年判決 |
| 新居浜小6女児殺害事件                    | 1984年 | 1999年         | 約15年       | 地裁で懲役11年の判決。控訴棄却。 |
| 城丸君事件                               | 1984年 | 1998年         | 約15年       | 無罪確定。 |
| 佐賀女性7人連続殺人事件                  | 1989年 | 2006年         | 最長で約15年 | 無罪確定。 |
| 流山女性殺害事件                         | 1997年 | 2012年         | 約15年       | 犯行当時17歳（少年犯罪）。 |
| 茨城女子大生殺害事件                     | 2004年 | 2017年・2019年 | 最長で約15年 | 主犯の男が2017年に、共犯の元少年が2019年に逮捕された。両者とも無期懲役が確定。 |
| 大阪市住吉区パチンコ店強盗殺人事件       | 1985年 | 1999年         | 約14年       | 無期懲役が確定。 |
| 北見市資産家夫婦殺害事件                 | 1988年 | 2002年         | 約14年       | 犯人の男は事件後、北海道警の合同捜査本部から任意出頭を求められたが、その前日（1989年11月）に所有する車を網走港から海に転落させて自殺を偽装し、逃走していた。公訴時効成立の10か月前に神奈川県横浜市内で逮捕。 2009年12月に最高裁で上告棄却判決を言い渡され、死刑が確定。刑の執行が行われないまま、2023年9月に病死した。                                           |
| 大阪北区ホテル客室女性殺害事件           | 1994年 | 2008年         | 約14年       | |
| 碧南市パチンコ店長夫婦殺害事件           | 1998年 | 2012年         | 約14年       | 本事件で2019年に死刑が確定した堀慶末は、闇サイト殺人事件（2007年）にも関与し、本事件解決以前に無期懲役（求刑：死刑）が確定していた。 共犯者2人は無期懲役が確定。 |
| 津山小3女児殺害事件                      | 2004年 | 2018年         | 約14年       | 容疑者として逮捕された男は無罪主張するも2022年に無期懲役判決。弁護側が控訴するも同年に控訴棄却。上告も棄却され、無期懲役が確定。 |
| 廿日市女子高生殺害事件                   | 2004年 | 2018年         | 約14年       | 無期懲役が確定。 |
| 大牟田市九州誠道会幹部射殺事件           | 2008年 | 2022年         | 約14年       | 実行犯が無期懲役になっていたが、新たに4人逮捕。 |
| 大村市女性殺害事件                       | 2009年 | 2023年         | 約14年       | 2018年遺体発見。殺人罪で起訴。 |
| 熊谷養鶏場宿舎放火殺人事件               | 1989年 | 2002年         | 約13年       | |
| 神戸トランクルーム遺体事件               | 2000年 | 2012年         | 約12年       | |
| 久留米市母子殺害・死体遺棄事件           | 2004年 | 2016年         | 約12年       | 無期懲役が確定。 |
| 新宿区マンション乳児暴行死事件           | 2006年 | 2018年         | 約12年       | 地裁で懲役6年6月の判決。 |
| 板橋OL強盗殺人事件                       | 1999年 | 2011年         | 約12年       | |
| 東京都中野区暴力団組員殺害事件           | 1999年 | 2010年         | 約11年       | 現在裁判中。 |
| 勝田清孝事件                             | 1972年 | 1983年         | 最長で約11年 | 1994年に死刑＋死刑の判決が確定。2000年に死刑執行。 |
| 川崎トンネル内女性通り魔殺人事件         | 2006年 | 2017年         | 約11年       | 一審で懲役28年判決。二審でも弁護側控訴棄却。 |
| 神戸弘陵学園高校生刺殺事件               | 2010年 | 2021年         | 約11年       | 犯行当時17歳。 |
| 大阪連続バラバラ殺人事件                 | 1985年 | 1995年         | 最長で約10年 | 2005年に死刑＋死刑の判決が確定。2016年に死刑執行。 |
| 亘理町自衛官殺害事件                     | 2000年 | 2010年         | 約10年       | 最長で無期懲役確定。 |
| 八街タクシー運転手刺殺事件               | 2002年 | 2012年         | 約10年       | |
| 春日市男性死亡放火事件                   | 2005年 | 2015年         | 約10年       | |
| 池袋本町三丁目アパート内殺人事件         | 2001年 | 2010年         | 約9年        | 特命捜査対策室初の摘発事件。 |
| ホテル日本閣殺人事件                     | 1952年 | 1960年         | 約9年        | 2人の死刑が確定。1970年に死刑執行。 |
| 新潟少女監禁事件                         | 1990年 | 2000年         | 約9年        | 懲役14年が確定。加害者は千葉刑務所に服役したが、出所後の2017年ごろに千葉県内で病死。 |
| 厚木市下依知金田陸橋付近路上女性殺害事件 | 2001年 | 2011年         | 約9年        | 無期懲役が確定。 |
| 東京都東村山市都営アパート女性殺害事件   | 2008年 | 2017年         | 約9年        | 一審で犯行時は心神耗弱だったとされ、懲役8年判決。二審では犯行時は心神喪失だったとして逆転無罪判決。 |
| 王将社長射殺事件                         | 2013年 | 2022年         | 約9年        | 起訴 |
| 鳥取県境港市妊婦殺害事件                 | 2011年 | 2019年         | 約8年        | 事件当時は自殺として処理されていた。2019年に懲役18年判決。 |
| 草加市フィリピン人バラバラ殺人事件       | 1999年 | 2008年         | 約8年        | この事件の犯人は、1件目の事件（1999年）で2000年に死体損壊・死体遺棄罪で有罪判決を宣告されたが、当時は殺人罪での立件は断念されていた。 その後、2008年に犯人が2件目ののバラバラ殺人事件で逮捕・起訴された際、1999年の事件についても殺人罪で逮捕・起訴された。 2012年、両殺人事件ともに有罪判決（1999年の事件は懲役14年＋2008年の事件は死刑）が確定。2020年に獄死。 |
| 藤沢放火殺人事件                         | 1993年 | 2001年         | 約8年        | 第一審では無罪判決、控訴審で逆転有罪（懲役15年）判決。最高裁で懲役15年が確定。 |
| 豊島区女性殺害放火事件                   | 1994年 | 2002年         | 約8年        | |
| 松戸市会社員男性監禁致死事件             | 2014年 | 2022年         | 約8年        | 起訴 |
| 米沢市乳児殺人事件                       | 2009年 | 2016年         | 約7年        | 一審懲役5年判決。 |
| 宇土市院長夫人殺害事件                   | 2004年 | 2011年         | 約7年        | 2012年に死刑が確定。2016年に死刑執行。 |
| 宮城県芸術協会職員強盗殺人事件           | 2013年 | 2021年         | 約7年        | 無期懲役が確定。 |
| 京都府井手町19歳少女殺害事件             | 2016年 | 2022年         | 約6年        | 起訴 |
| 釧路市高齢女性強盗殺人事件               | 2016年 | 2022年         | 約6年        | 起訴 |
| 出水市18歳女性殺害事件                   | 2000年 | 2006年         | 約6年        | 無期懲役が確定。 |
| 仙台風俗店経営者強盗殺人事件             | 2004年 | 2010年         | 約6年        | 最長で無期懲役が確定。 |
| 坂本堤弁護士一家殺害事件                 | 1989年 | 1995年         | 約6年        | オウム真理教事件。2018年に死刑執行。 |
| 久留米看護師連続保険金殺人事件           | 1997年 | 2002年         | 約5年        | 計4人が起訴され、主犯格の1人は2010年に死刑が確定。2016年に死刑執行。ほか2人は無期懲役と懲役17年が確定したが、残る1人は公判中に病死（公訴棄却）。 |
| トリカブト保険金殺人事件                 | 1986年 | 1991年         | 約5年        | 無期懲役が確定。 |
| 志木市母子放火殺人事件                   | 2008年 | 2013年         | 約5年        | 一審裁判員裁判で無罪判決。二審で地裁に差し戻しされ無期懲役判決。上告棄却確定。 |
| 半田市ブラジル人姉妹放火殺人事件         | 2015年 | 2020年         | 約5年        | 起訴 |
| 川口市ハワイアンバー男性殺害事件         | 2016年 | 2021年         | 約5年        | 一審懲役20年判決。 |